# Engelbert Adam

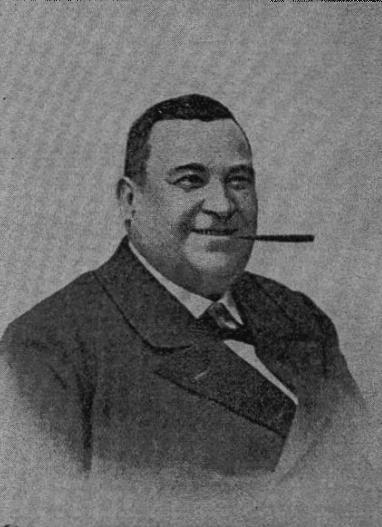
Engelbert Adam

Engelbert Adam (auch Vater Haimann oder Vater Haymann; * 1. Juni 1850 in Neu-Erbersdorf, Österreichisch-Schlesien; † 21. Dezember 1919 in Freudenthal, Tschechoslowakei) war ein österreichischer Schauspieler und Schriftsteller.

## Leben
Engelbert Adam entstammt einer bäuerlichen Familie (Vater Josef A., Mutter Marie geb. Weinmann). Er besuchte das Gymnasium in Troppau. Ab 1868 reiste er als Wanderschauspieler durch Südosteuropa sowie die ganze K & K Monarchie und wurde später Theaterregisseur. Daneben sang er als Oper-Bassbuffo. Er schrieb mehrere Theaterstücke, von denen ’s Ehrenamt unter dem Titel Bettel-Anderl bekannt wurde, zu dem die Wiener Theaterzeitung berichtete. Berühmtheit erlangte er durch die Titelrolle des Vater Haimann in dem von ihm verfassten gleichnamigen Drama, weshalb er selbst auch Vater Haimann genannt wurde. Adam verkörperte in der Hauptfigur den
Prototyp eines schlesischen Bauern vom echtem Schrot und Korn, der alle herrlichen Eigenschaften eines deutschen Herzens in sich vereinigt.
Dieses nicht gedruckte Bühnenwerk wurde an 59 Orten 300 Mal aufgeführt.
Der Sammelband mit Gedichten in  schlesischer Mundart Vo ons derhäm! Jäs und Das, erschien bis 1956 in vier Auflagen. Einzelne Gedichte daraus erschienen auch in anderen Sammelbänden. Adam widmete sich daneben der Sammlung von Volksliedern.  Nach dem Ende seiner Theaterkarriere arbeitete er in einem Olmützer Restaurant und betrieb später das Vater-Haimann-Kino in Freudenthal. Er war zweimal verheiratet, hatte einen Sohn und verstarb zwei Jahre nach seiner zweiten Heirat.

## Werke (Auswahl)

### Theaterstücke
- ’s Ehrenamt. Drama, 1893.
- Vater Haimann. Drama, 1896.

### Gedichtsammlung
- Vo ons derhäm! Jäs und Das. Krommer-Verlag, Freudenthal 1898.